# Подлесный Юрткуль
Подле́сный Юртку́ль (тат. Урманасты Йорткүл) — деревня в Спасском районе Республики Татарстан, в составе Среднеюрткульского сельского поселения.

## Этимология названия
Топоним произошел от словосочетания на татарском языке «урман асты» (подлесный), татарского слова «йорт» (дом) и гидрографического термина «күл» (озеро).

## География
Деревня находится близ границы с Ульяновской областью, в 56 км к юго-востоку от города Болгар.

## История
Основана в XVIII веке.
До 1860-х гг. жители относились к категории государственных крестьян. Занимались земледелием, разведением скота.
В начале XX века в деревне функционировали мечеть, 4 мелочные лавки. В этот период земельный надел сельской общины составлял 1428,8 десятины.
До 1920 года деревня входила в Юрткульскую волость Спасского уезда Казанской губернии, затем в Мелекесском уезде Самарской губернии, с 1928 года в составе Спасского кантона ТАССР. С 10 августа 1930 года в Алькеевском, с 10 февраля 1935 года в Кузнечихинском, с 28 октября 1960 года в Алькеевском, с 1 февраля 1963 года в Куйбышевском, с 4 октября 1991 года в Спасском районах.

## Население
| 1859 | 1897 | 1908 | 1926 | 1938 | 1949 | 1958 | 1970 | 1979 | 1989 | 2002 | 2010 |
| ---- | ---- | ---- | ---- | ---- | ---- | ---- | ---- | ---- | ---- | ---- | ---- |
| 398  | 575  | 602  | 350  | 452  | 249  | 255  | 222  | 190  | 149  | 130  | 103  |

Национальный состав села: татары.

## Экономика
Жители занимаются полеводством, молочным скотоводством.

## Религиозные объекты
Мечеть.